# Simion Bărnuțiu

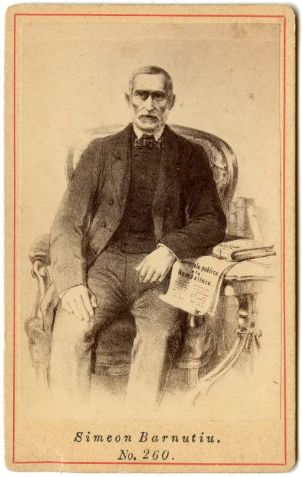
Simion Bărnuțiu

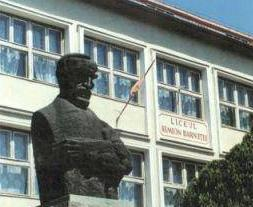
Büste Bărnuțius

Simion Bărnuțiu (* 21. Juli 1808 in Bocșa, Siebenbürgen; † 28. Mai 1864 in Sânmihaiu Almașului, Siebenbürgen) war ein rumänischer Philosoph, liberaler Politiker, Jurist und Historiker.

## Biografie
Simion Bărnuțiu ist in einer griechisch-katholischen Familie in Siebenbürgen aufgewachsen. Sein Vater, Ioan Bărnuțiu, war Lehrer, seine Mutter, Ana Oros, war die Tochter eines griechisch-katholischen Priesters. Siebenbürgen gehörte zu dieser Zeit zum Kaisertum Österreich.
Zwischen 1826 und 1829 studierte er in Blaj Theologie und wurde griechisch-katholischer Priester. Er strebte aber keine kirchliche Laufbahn an, sondern wurde Lehrer für Philosophie und Geschichte in Blaj. 1845 musste er aufgrund einer Auseinandersetzung mit dem griechisch-katholischen Bischof Ioan Lemeni Blaj schließlich verlassen. Bărnuțiu studierte anschließend bis 1848 Rechtswissenschaften in Sibiu. Dann engagierte er sich in der Revolution von 1848/49 für die Rechte der Rumänen.
Aufgrund der Niederschlagung der Aufstände musste Bărnuțiu zunächst Hermannstadt und Siebenbürgen verlassen. Zwischen 1850 und 1854 studierte er Rechtswissenschaften an den Universitäten Wien und Pavia. 1854 ging er nach Iași in das Fürstentum Moldau. Er erhielt eine Professur an der Academia Mihăileană (1855–1860) und dann an der Universität Iași (1860–1864). Auch hier hinterließen seine Ideen von Freiheit und Nation nachhaltigen Eindruck bei Kollegen und Studenten.
Als er gegen Ende seines Lebens schwer erkrankte, entschloss er sich, in seine Heimatstadt Bocșa nach Siebenbürgen zurückzukehren. Er starb auf der Fahrt in einem Eisenbahn-Waggon, deshalb ist sein Sterbeort auch umstritten.

## Wirkung
Unter dem starken Einfluss der Philosophie von Immanuel Kant, sah Bărnuțiu in der Philosophie ein Instrumentarium, mit dem man – bei richtiger Anwendung – die Gesellschaft verändern könne. Die Aufgabe der Philosophie sah er darin, zum einen den Verstand zu entwickeln und andererseits die menschliche Natur zu analysieren mit dem Ziel, den Menschen zu zeigen wie sie sein sollten. Jedes Individuum sollte seines Erachtens das Recht haben, frei zu leben und zu arbeiten sowie sich intellektuell und moralisch weiterzuentwickeln, um auf diese Weise persönliches Glück und Wohlstand zu steigern.
Simion Bărnuțiu war einer der Organisatoren und Anführer der revolutionären Bewegung von 1848 in Siebenbürgen. Er war Teilnehmer der Nationalversammlung von Blaj im April und Mai 1848. In einem Manifest vom 24. März 1848 warnte er vor einer schnellen Union mit Ungarn, weil er die Assimilation der Rumänen, d. h. insbesondere die Unterdrückung der rumänischen Sprache befürchtete.
Beeinflusst von der Philosophie Kants und Johann Gottfried Herders entwickelte er das Axiom von den natürlichen Rechten der Selbstverwirklichung des Einzelnen und übertrug es auf Nation, Kultur und Sprache. Auf dieser Grundlage forderte er das Selbstbestimmungsrecht für die Rumänen in Siebenbürgen. Er setzte sich damit für den Multinationalitätenstaat als Alternative zum einheitlichen ungarischen Nationalstaat ein.